# Kategorie der Elemente
Die Kategorie der Elemente ist eine Konstruktion aus dem mathematischen Teilgebiet der Kategorientheorie.
Diese Konstruktion ordnet jedem Funktor mit Werten in der Kategorie der Mengen eine weitere Kategorie zu.
In beliebigen Kategorien kann man im Allgemeinen nicht von Elementen der Objekte sprechen. Hat man aber einen Funktor, der jedem Objekt eine Menge zuordnet, so stehen die Elemente dieser Menge zur Verfügung. Bei dem hier vorgestellten Begriff betrachtet man zu jedem Objekt der Ausgangskategorie auch die Elemente der Menge, auf die das Objekt mittels des vorgegebenen Funktors abgebildet wird. Das motiviert auch die Bezeichnung „Kategorie der Elemente“.

## Definition für kovariante Funktoren
Sei {\displaystyle {\mathcal {C}}} eine Kategorie und {\displaystyle F\colon {\mathcal {C}}\rightarrow {\mathcal {Set}}} ein (kovarianter) Funktor in die Kategorie der Mengen {\displaystyle {\mathcal {Set}}}.
Dann heißt die Kategorie mit
- Objekten: Paare {\displaystyle (C,x)}, wobei {\displaystyle C} Objekt aus {\displaystyle {\mathcal {C}}} ist und {\displaystyle x\in F(C)} ein Element der Menge,
- Morphismen {\displaystyle f\colon (C,x)\rightarrow (C',x')}: Morphismen {\displaystyle f\colon C\rightarrow C'}, die {\displaystyle F(f)(x)=x'} erfüllen,

die Kategorie der Elemente zu {\displaystyle F}, wobei die Komposition der Morphismen diejenige aus {\displaystyle {\mathcal {C}}} ist.
Diese Kategorie wird mit {\displaystyle \textstyle \int F} oder {\displaystyle \textstyle \int _{\mathcal {C}}F} bezeichnet.

## Definition für kontravariante Funktoren
Sei {\displaystyle {\mathcal {C}}} eine Kategorie und {\displaystyle F\colon {\mathcal {C}}\rightarrow {\mathcal {Set}}} ein kontravarianter Funktor in die Kategorie der Mengen {\displaystyle {\mathcal {Set}}}.
Dann heißt die Kategorie mit
- Objekten: Paare {\displaystyle (C,x)}, wobei {\displaystyle C} Objekt aus {\displaystyle {\mathcal {C}}} ist und {\displaystyle x\in F(C)} ein Element der Menge,
- Morphismen {\displaystyle f\colon (C,x)\rightarrow (C',x')}: Morphismen {\displaystyle f\colon C\rightarrow C'}, die {\displaystyle F(f)(x')=x} erfüllen,

die Kategorie der Elemente zu {\displaystyle F}, wobei die Komposition der Morphismen diejenige aus {\displaystyle {\mathcal {C}}} ist.
Diese Kategorie wird ebenfalls mit {\displaystyle \textstyle \int F} oder {\displaystyle \textstyle \int _{\mathcal {C}}F} bezeichnet.

## Bemerkungen
- Für obige Definitionen ist natürlich noch zu beweisen, dass es sich tatsächlich um eine Kategorie handelt. Dazu prüft man ohne Mühe, dass die identischen Morphismen {\displaystyle 1_{C}} aus {\displaystyle {\mathcal {C}}} auch identische Morphismen in {\displaystyle \textstyle \int F} sind, und dass die {\displaystyle {\mathcal {C}}}-Komposition zweier Morphismen aus {\displaystyle \textstyle \int F} wieder ein Morphismus in {\displaystyle \textstyle \int F} ist.
- Die Definition für kontravariante Funktoren {\displaystyle F\colon {\mathcal {C}}\rightarrow {\mathcal {Set}}} lässt sich alternativ auf die Definition für kovariante Funktoren mittels der Formel {\displaystyle \textstyle \int _{\mathcal {C}}F\colon =(\int _{{\mathcal {C}}^{op}}F)^{op}} zurückführen, denn {\displaystyle F} ist ein kovarianter Funktor {\displaystyle {\mathcal {C}}^{op}\rightarrow {\mathcal {Set}}}.

## Beispiele
- Das einfachste Beispiel erhält man, wenn die Kategorie {\displaystyle {\mathcal {C}}} gleich {\displaystyle {\mathcal {Set}}} und der Funktor {\displaystyle F} die Identität {\displaystyle I:{\mathcal {Set}}\rightarrow {\mathcal {Set}}} ist. Die Kategorie der Elemente {\displaystyle \textstyle \int I} besteht dann aus Paaren {\displaystyle (C,c)} aus einer Menge {\displaystyle C} und einem darin enthaltenen Punkt {\displaystyle c\in C}. Die Morphismen zwischen {\displaystyle (C,c)} und {\displaystyle (C',c')} sind Abbildungen {\displaystyle f:C\rightarrow C'}, die den ausgewählten Punkt erhalten, für die also {\displaystyle f(c)=c'} gilt. {\displaystyle \textstyle \int I} ist also nichts anderes als die Kategorie der Mengen mit ausgezeichnetem Punkt.
- Sei {\displaystyle C} ein Objekt der Kategorie {\displaystyle {\mathcal {C}}} und {\displaystyle \mathrm {Hom} _{\mathcal {C}}(C,-)\colon {\mathcal {C}}\rightarrow {\mathcal {Set}}} der zugehörige kovariante Hom-Funktor. Ein Objekt aus der Kategorie der Elemente ist definitionsgemäß ein Paar {\displaystyle (D,f)} mit {\displaystyle f\in \mathrm {Hom} _{\mathcal {C}}(C,D)} und ein Morphismus {\displaystyle (D_{1},f_{1})\rightarrow (D_{2},f_{2})} ist ein {\displaystyle {\mathcal {C}}}-Morphismus {\displaystyle h\colon D_{1}\rightarrow D_{2}} mit {\displaystyle \mathrm {Hom} _{\mathcal {C}}(C,h)(f_{1})=f_{2}}. Da die Komponente {\displaystyle D} des Paares {\displaystyle (D,f)} als Zielobjekt von {\displaystyle f} schon eindeutig bestimmt ist, bedeutet der vorangegangene Satz: ein Objekt in {\displaystyle \textstyle \int _{\mathcal {C}}\mathrm {Hom} _{\mathcal {C}}(C,-)} ist ein Morphismus {\displaystyle f\in \mathrm {Hom} _{\mathcal {C}}(C,D)} und ein Morphismus ist ein {\displaystyle {\mathcal {C}}}-Morphismus {\displaystyle h\colon D_{1}\rightarrow D_{2}} mit {\displaystyle h\circ f_{1}=f_{2}}. Diese Kategorie ist daher isomorph zur Kommakategorie {\displaystyle C\downarrow {\mathcal {C}}}:

{\displaystyle \int _{\mathcal {C}}\mathrm {Hom} _{\mathcal {C}}(C,-)\cong C\downarrow {\mathcal {C}}}    und dual dazu    {\displaystyle \int _{\mathcal {C}}\mathrm {Hom} _{\mathcal {C}}(-,C)\cong {\mathcal {C}}\downarrow C}.
- Jede Kategorie {\displaystyle {\mathcal {C}}} ist isomorph zu einer geeigneten Kategorie der Elemente, denn ist {\displaystyle 1\colon {\mathcal {C}}\rightarrow {\mathcal {Set}}} der konstante Funktor mit Wert {\displaystyle \{0\}}, der also jedes Objekt auf die Einermenge {\displaystyle \{0\}} und jeden Morphismus auf die Identität {\displaystyle \{0\}\rightarrow \{0\}} abbildet, so ist offenbar {\displaystyle \textstyle {\mathcal {C}}\cong \int _{\mathcal {C}}1}.

## Darstellbarkeit
Die Daten {\displaystyle (C,x)} eines Objektes aus {\displaystyle \textstyle \int F} definieren nach dem Lemma von Yoneda eine eindeutig bestimmte natürliche Transformation des Hom-Funktors {\displaystyle \mathrm {Hom} _{\mathcal {C}}(C,-)} nach {\displaystyle F}, denn nach diesem Lemma gibt es eine Bijektion zwischen den natürlichen Transformationen {\displaystyle \mathrm {Hom} _{\mathcal {C}}(C,-)\rightarrow F} und der Menge {\displaystyle F(C)}. Daher besteht eine enge Beziehung zur Darstellbarkeit von Funktoren, es gilt:
- Ein kovarianter Funktor {\displaystyle F\colon {\mathcal {C}}\rightarrow {\mathcal {Set}}} ist genau dann darstellbar, wenn {\displaystyle \textstyle \int _{\mathcal {C}}F} ein Anfangsobjekt hat.

- Ein kontravarianter Funktor {\displaystyle F\colon {\mathcal {C}}\rightarrow {\mathcal {Set}}} ist genau dann darstellbar, wenn {\displaystyle \textstyle \int _{\mathcal {C}}F} ein Endobjekt hat.

## Kategorie der Elemente als Pullback

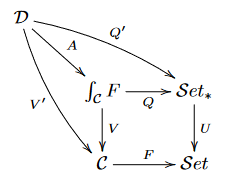
Pullback-Diagramm

Sei {\displaystyle {\mathcal {C}}} eine Kategorie und {\displaystyle F\colon {\mathcal {C}}\rightarrow {\mathcal {Set}}} ein Funktor.
Weiter sei {\displaystyle {\mathcal {Set}}_{*}} die Kategorie der Mengen mit ausgezeichnetem Punkt.
Dann haben wir weitere Funktoren:
- {\displaystyle \textstyle V\colon \int _{\mathcal {C}}F\rightarrow {\mathcal {C}}}, der Objekte {\displaystyle (C,x)} auf {\displaystyle C} abbildet und auf Morphismen die Identität ist.
- {\displaystyle \textstyle Q\colon \int _{\mathcal {C}}F\rightarrow {\mathcal {Set}}_{*}}, der Objekte {\displaystyle (C,x)} auf {\displaystyle (F(C),x)}, die Menge {\displaystyle F(C)} mit dem ausgezeichneten Punkt {\displaystyle x}, abbildet und Morphismen {\displaystyle f} auf {\displaystyle F(f)}. Die Definitionen sind gerade so angelegt, dass {\displaystyle F(f)} die ausgezeichneten Punkte erhält.
- {\displaystyle U\colon {\mathcal {Set}}_{*}\rightarrow {\mathcal {Set}}}, den Vergissfunktor, der den ausgezeichneten Punkt vergisst.

Dann ist das Teilquadrat unten rechts des nebenstehenden Diagramms ein Pullback in der „Kategorie aller Kategorien“.
Die hier auftretenden mengentheoretischen Probleme (eine nicht-kleine Kategorie ist keine Menge und kann daher nicht Element einer Klasse sein) werden durch das Ausformulieren der Pullback-Bedingung aufgelöst: Es gilt {\displaystyle U\circ Q=F\circ V} und ist {\displaystyle {\mathcal {D}}} eine weitere Kategorie mit Funktoren {\displaystyle Q'\colon {\mathcal {D}}\rightarrow {\mathcal {Set}}_{*}} und  {\displaystyle V'\colon {\mathcal {D}}\rightarrow {\mathcal {C}}} und {\displaystyle U\circ Q'=F\circ V'}, so gibt es genau einen Funktor {\displaystyle \textstyle A\colon {\mathcal {D}}\rightarrow \int _{\mathcal {C}}F} mit {\displaystyle Q\circ A=Q'} und {\displaystyle V\circ A=V'}.

## Kolimites darstellbarer Funktoren
Sei {\displaystyle {\mathcal {C}}} eine kleine Kategorie und {\displaystyle F\colon {\mathcal {C}}\rightarrow {\mathcal {Set}}} ein kontravarianter Funktor, das heißt eine Prägarbe auf {\displaystyle {\mathcal {C}}}.
Den oben eingeführten Funktor {\displaystyle \textstyle V\colon \int _{\mathcal {C}}F\rightarrow {\mathcal {C}}} kann man mit der Yoneda-Einbettung {\displaystyle Y\colon {\mathcal {C}}\rightarrow {\mathcal {Set}}^{{\mathcal {C}}^{op}}} verlängern und erhält so einen kontravarianten Funktor
{\displaystyle Y\circ V\,\,\colon \,\,\int _{\mathcal {C}}F\rightarrow {\mathcal {C}}\rightarrow {\mathcal {Set}}^{{\mathcal {C}}^{op}}},
dessen Kolimes in der Funktorkategorie {\displaystyle {\mathcal {Set}}^{{\mathcal {C}}^{op}}} existiert. Es besteht die natürliche Isomorphie
{\displaystyle F\cong \lim _{\rightarrow }(Y\circ V)}.
Da Funktoren der Form {\displaystyle Y\circ V} darstellbar sind, kann man diesen Sachverhalt auch so formulieren, dass Prägarben Kolimites darstellbarer Prägraben sind.